# Jarak, Sremska Mitrovica
Jarak (izvirno srbsko Јарак) je naselje v Srbiji, ki upravno spada pod Občino Sremska Mitrovica; slednja pa je del Sremskega upravnega okraja.

## Demografija
V naselju živi 1751 polnoletnih prebivalcev, pri čemer je njihova povprečna starost 39,0 let (38,0 pri moških in 40,0 pri ženskah). Naselje ima 713 gospodinjstev, pri čemer je povprečno število članov na gospodinjstvo 3,13.
To naselje je, glede na rezultate popisa iz leta 2002, večinoma srbsko.
|  |

| Demografija | Demografija     | Demografija     |
| Leto        | Št. prebivalcev | Št. prebivalcev |
| ----------- | --------------- | --------------- |
|             |                 |                 |
|             |                 |                 |
|             |                 |                 |
|             |                 |                 |
| 1948        | 1315            |                 |
| 1953        | 1587            |                 |
| 1961        | 2083            |                 |
| 1971        | 2296            |                 |
| 1981        | 2092            |                 |
| 1991        | 2256            | 2211            |
| 2002        | 2374            | 2235            |
|             |                 |                 |

| Etnična sestava po popisu iz leta 2002 | Etnična sestava po popisu iz leta 2002 | Etnična sestava po popisu iz leta 2002 | Etnična sestava po popisu iz leta 2002 | Etnična sestava po popisu iz leta 2002 |
| -------------------------------------- | -------------------------------------- | -------------------------------------- | -------------------------------------- | -------------------------------------- |
| Srbi                                   | Srbi                                   |                                        | 2.099                                  | 93,91%                                 |
| Romi                                   | Romi                                   |                                        | 32                                     | 1,43%                                  |
| Jugoslovani                            | Jugoslovani                            |                                        | 23                                     | 1,02%                                  |
| Hrvati                                 | Hrvati                                 |                                        | 17                                     | 0,76%                                  |
| Madžari                                | Madžari                                |                                        | 7                                      | 0,31%                                  |
| Ukrajinci                              | Ukrajinci                              |                                        | 5                                      | 0,22%                                  |
| Nemci                                  | Nemci                                  |                                        | 3                                      | 0,13%                                  |
| Slovaki                                | Slovaki                                |                                        | 2                                      | 0,08%                                  |
| Makedonci                              | Makedonci                              |                                        | 2                                      | 0,08%                                  |
| Slovenci                               | Slovenci                               |                                        | 1                                      | 0,04%                                  |
| Romuni                                 | Romuni                                 |                                        | 1                                      | 0,04%                                  |
| Neznano                                | Neznano                                |                                        | 11                                     | 0,49%                                  |